# 19 Love Ballads
19 Love Ballads è il quarto album di raccolta del gruppo musicale danese Michael Learns to Rock, pubblicato nel 2001.

## Tracce
1. The Ghost of You – 4:02
2. The Actor – 4:08
3. Sleeping Child – 3:33
4. Complicated Heart – 4:24
5. 25 Minutes – 4:20
6. Out of the Blue – 4:20
7. I Wanna Dance – 3:48
8. That's Why (You Go Away) – 4:10
9. Love Will Never Lie – 3:34
10. How Many Hours – 4:43
11. I'm Gonna Be Around – 4:20
12. Nothing to Lose – 3:58
13. Paint My Love – 3:50
14. Breaking My Heart – 4:04
15. Strange Foreign Beauty – 4:04
16. You Took My Heart Away – 4:32
17. Blue Night – 3:38
18. More Than a Friend – 3:42
19. Forever and a Day – 3:20